# Ю̆ (слово ћирилице)
Ю̆ ю̆ (искошено: Ю̆ ю̆ ) је слово ћирилице. Користи се у казимским и шуришкарским дијалектима севернохантијског језика.

## Уникод
| Знак                      | Ю                                     | Ю                                     | ю                                   | ю                                   | ̆                | ̆                |
| ------------------------- | ------------------------------------- | ------------------------------------- | ----------------------------------- | ----------------------------------- | --------------- | --------------- |
| Назив у Уникоду           | CYRILLIC CAPITAL LETTER YU WITH BREVE | CYRILLIC CAPITAL LETTER YU WITH BREVE | CYRILLIC SMALL LETTER YU WITH BREVE | CYRILLIC SMALL LETTER YU WITH BREVE | COMBINING BREVE | COMBINING BREVE |
| Врста кодирања            | децимална                             | хексадецимална                        | децимална                           | хексадецимална                      | децимална       | хексадецимална  |
| Уникод                    | 1070                                  | U+042E                                | 1102                                | U+044E                              | 774             | U+0306          |
| UTF-8                     | 208 174                               | D0 AE                                 | 209 142                             | D1 8E                               | 204 134         | CC 86           |
| Нумеричка референца знака | &#1070;                               | &#x42E;                               | &#1102;                             | &#x44E;                             | &#774;          | &#x306;         |